# نيل سيمبسون
نيل سيمبسون (بالإنجليزية: Neil Simpson)‏ (5 يوليو 1970 بلندن في الإمبراطورية الرومانية - ) هو ملاكم بريطاني، صنّف ضمن فئة الوزن الثقيل الخفيف ‏ ووزن الكروزر (ملاكمة).

## إحصائيات
خاض خلال مسيرته 46 نزالا، تعادل في 1 .

## روابط خارجية
- نيل سيمبسون على موقع بوكس ريك (الإنجليزية) (registration required)